# دنبالم بیا (ترانه میوز)
«دنبالم بیا» (به انگلیسی: Follow Me) یک تک‌آهنگ از میوز است که در  ۷ دسامبر ۲۰۱۲ منتشر شد. این تک‌آهنگ در آلبوم قانون دوم (آلبوم) قرار داشت.